# Omer De Mey
Omer August De Mey (Sint-Gillis-Waas, 12 mei 1923 - Sint-Niklaas, 27 april 2008) was een Belgische politicus voor de CVP. Hij was volksvertegenwoordiger en burgemeester van Sint-Gillis-Waas.

## Levensloop
De Mey begon zijn loopbaan als bediende in een zuivelbedrijf. In 1947 ging hij aan de slag als bediende bij de CM, waar hij verantwoordelijk was voor de pensioendienst.
In 1959 werd De Mey voor de CVP namens het arrondissement Sint-Niklaas lid van de Kamer van volksvertegenwoordigers, wat hij zou blijven tot 1981. In de periode december 1971-oktober 1980 zetelde hij als gevolg van het toen bestaande dubbelmandaat ook in de Cultuurraad voor de Nederlandse Cultuurgemeenschap, die op 7 december 1971 werd geïnstalleerd. Vanaf 21 oktober 1980 tot november 1981 was hij tevens korte tijd lid van de Vlaamse Raad, de opvolger van de Cultuurraad en de voorloper van het huidige Vlaams Parlement.
De Mey werd in 1977 de eerste burgemeester van fusiegemeente Sint-Gillis-Waas. Hij bleef dit tot 1992, toen Willy De Rudder hem opvolgde. Tot 2003 bleef hij nog actief in de gemeenteraad. Ook in het lokaal verenigingsleven was hij actief. Zo was hij voorzitter van de Wase CD&V-senioren en de Koninklijke Harmonie Sint-Cecilia. Hij was ook actief bij voetbalclub KFC Sporting Sint-Gillis-Waas.